# Thecla ericusa
Thecla ericusa är en fjärilsart som beskrevs av William Chapman Hewitson 1867. Thecla ericusa ingår i släktet Thecla och familjen juvelvingar. Inga underarter finns listade i Catalogue of Life.